# Chartreuse (Landsitz)
Chartreusen sind Landsitze, besonders im Südwesten Frankreichs, die freistehend und meist abgelegen sind. Das Gebäude einer Chartreuse ist oft langgestreckt und niedrig gebaut. Etymologisch stammt der Begriff von der Chartreuse ab, einem Gebirge, wo die Mönche des Kartäuserordens ihr erstes Kloster errichteten.

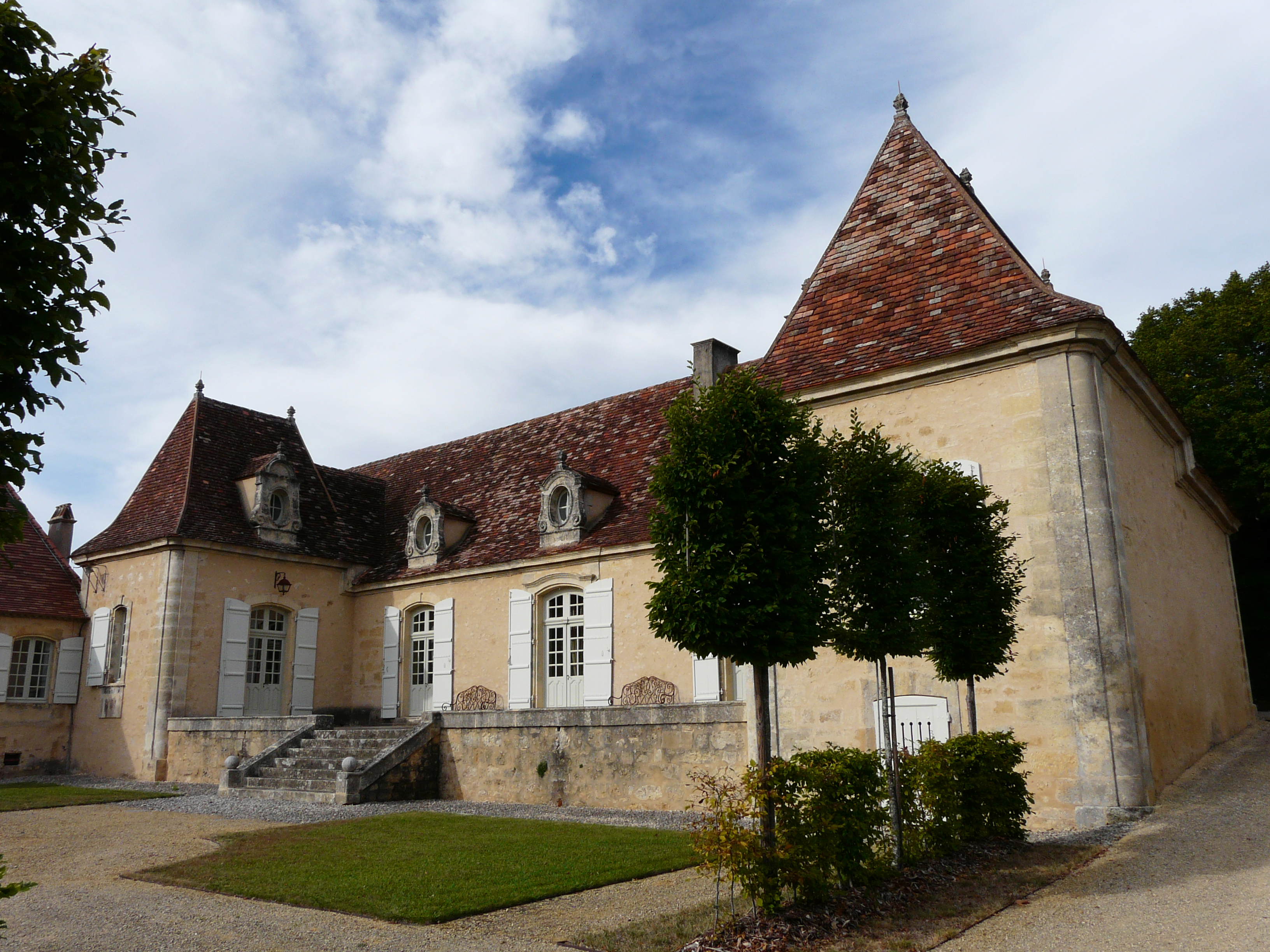
Herrensitz von Sautet

Ein Beispiel für eine Chartreuse ist der Herrensitz von Sautet in der Gemeinde Molières im Département Dordogne.